# Duško Pijetlović
Duško Pijetlović (szerb cirill átírással:  Душко Пијетловић) (Újvidék, 1985. április 25. –) olimpiai bajnok (2016, 2020), olimpiai bronzérmes (2008, 2012), világbajnok (2009, 2015), és ötszörös Európa-bajnok (2006, 2012, 2014, 2016, 2018) szerb vízilabdázó. Bátyja, Gojko Pijetlović szintén sikeres vízilabdázó.

## Sikerei
- Magyar bajnokság
  - Bajnok: 2021
- LEN-Európa-kupa
  - győztes (1): 2021 – Szolnok[1]

## Díjai, elismerései
- Az év európai vízilabdázója (LEN) (2015)[2]